# فولکر شلوندورف
فولکر اشلوندورف (به آلمانی: Volker Schlöndorff) کارگردان آلمانی پس از تحصیل در مدرسۀ سینمایی ایدک (I.D.H.E.C) واقع در پاریس، کار سینما را با دستیاری فیلمسازانی چون لویی مال، آلن رنه و ژان-پیر ملویل شروع می‌کند. او بعداً برای تهیۀ گزارش‌های تلویزیونی به الجزایر و ویتنام سفر می‌کند و سپس در بازگشت به وطن، اولین فیلمش را در آلمان می‌سازد و مقام خود را تثبیت می‌کند. او همچنین در تعدادی از فیلم‌های خود، از همسرش مارگارته فون تروتا به عنوان بازیگر استفاده می‌کند.

## منتخب فیلم‌شناخت
- طبل حلبی (۱۹۷۹)
- دایره فریب (۱۹۸۱)
- سوان عاشق (۱۹۸۴)
- مرگ دستفروش (۱۹۸۵، تلویزیونی)
- اعتصاب (۲۰۰۶)
- بازگشت به مونتاوک (۲۰۱۷)